# Rousserolle des buissons
Acrocephalus dumetorum
Espèce
Statut de conservation UICN

 LC  : Préoccupation mineure
La Rousserolle des buissons (Acrocephalus dumetorum) est une espèce de passereaux de la famille des Acrocephalidae.
Proche de la rousserolle verderolle cette espèce migratrice nidifie en Europe de l'Est et en Asie (Russie) et fait l'objet de rares observations en Europe occidentale lors de migrations alors que l'essentiel des populations passe l'hiver dans le sous-continent indien jusqu'au sud du Sri-Lanka. 